# High Life Club
High Life Club foi um clube social do Rio de Janeiro. Fechado em 1957, sua antiga sede é tombada.

## História
Inaugurado em 28 de julho de 1895 no Meier, e posteriormente reabre na propriedade de Pascoal Segreto na Rua Santo Amaro, no Largo da Glória, em 1908, num local pertencente anteriormente ao Barão do Rio Negro.[carece de fontes?]
Inicialmente um clube para alta sociedade, funcionou como teatro, restaurante e promovia Baile de fantasias e de carnaval.
A prática do bilhar acontecia no clube, e brevemente a prática do futebol, com pelo menos um jogo registrado, em 1907, contra o Mauá Football Club, com o nome de High-Life Football Club.